# Kopani (Białoruś)
Kopani (biał. Копані; ros. Копани) – wieś na Białorusi, w obwodzie brzeskim, w rejonie stolińskim, w sielsowiecie Rzeczyca, przy granicy z Ukrainą.